# Natalja Smirnowa
Natalja Władimirowna Smirnowa (ros. Наталья Владимировна Смирнова; ur. 11 maja 1979) – rosyjska zapaśniczka walcząca w stylu wolnym. Zajęła piąte miejsce na mistrzostwach świata w 2008. Zdobyła cztery medale na mistrzostwach Europy w latach 2006 - 2012. Druga w Pucharze Świata w 2005. Wicemistrzyni świata juniorów w 1998 i 1999, mistrzyni Europy w 1999 roku.
Mistrzyni Rosji w 2005, 2008, druga w 2007 i 2009, a trzecia w 2011 i 2012 roku.
Jej siostra Olga Smirnowa, występowała w turnieju zapaśniczym na igrzyskach w Atenach i Pekinie.